# Timothy Webber
Timothy Webber é um ator canadense, conhecido pela participação na série A Series of Unfortunate Events .